# Базарсадаев, Ким Иванович
Ким Иванович Базарсада́ев (22 апреля 1937, с. Хойто-Ага, Бурят-Монгольская АССР — 12 декабря 2002, Улан-Удэ) — советский бурятский оперный певец (бас). Народный артист СССР (1981).

## Биография
Ким Базарсадаев родился 22 апреля 1937 года в селе Хойто-Ага (по другим источникам — в селе Агинское) (ныне в Агинском районе, Агинский Бурятский округ, Забайкальский край, Россия).
В 1954 году поступил на вокальное отделение Улан-Удэнского музыкального училища им. П. И. Чайковского (ныне Колледж искусств им. П. И. Чайковского). Учился у Л. Л. Линховоина. С 1957 года пел в хоре. После окончания училища поступил в Ленинградскую консерваторию им. Н. А. Римского-Корсакова, которую окончил в 1963 году по классу И. И. Плешакова.
Будучи студентом консерватории, в 1959 году участвовал во II декаде бурятского искусства и литературы в Москве.
С 1963 года работал в музыкальных коллективах Ленинграда (ныне Санкт-Петербург) и Москвы, в том числе Ленинградского отделения Всероссийского гастрольно-концертного объединения, в 1964—1966 годах — солист Ансамбля песни и пляски Советской Армии имени А. В. Александрова (Москва).
В 1959—1963 и с 1966 года — солист Бурятского театра оперы и балета им. Г. Ц. Цыдынжапова. Исполнил более тридцати оперных партий в классических и советских операх, в том числе и сочинениях бурятских композиторов. В 1994—1998 годах — директор театра.
Выступал и как концертный певец. Его репертуар состоял из трехсот вокальных сочинений разных эпох, стилей и авторов (романсы С. В. Рахманинова, П. И. Чайковского, Н. Римского-Корсакова, М. И. Глинки, П. П. Булахова, произведения В. А. Моцарта, Л. ван Бетховена, Дж. Россини). Особое место в репертуаре певца занимали бурятские народные песни и песни композиторов Бурятии.
Гастролировал по городам СССР и за рубежом: Швеция, Англия, Норвегия, Чехословакия, Гвинея, Франция, Финляндия, Монголия, Китай, Япония.
Участвовал в Днях литературы и искусства РСФСР в Молдавии, Азербайджане, Москве, в Днях литературы и искусства Бурятии в Москве (1973 и 1983) и Свердловске, в фестивале «Ленинградская весна» (1977).
Фирмой «Мелодия» записано несколько дисков (пластинок) музыкальных произведений в исполнении певца.
С 1988 года — председатель правления Бурятского отделения Всероссийского музыкального общества, член президиума Всероссийского музыкального общества. С 1988 по 2002 год — председатель Международного конкурса вокалистов имени народного артиста СССР Л. Л. Линховоина. С 1998 года — советник Министерства культуры Бурятии.
Член КПСС с 1978 года.
В 1986 году на Центральном телевидении СССР вышел телефильм «Свет над Байкалом», посвященный творчеству певца.
Ким Иванович Базарсадаев скончался 12 декабря 2002 года в Улан-Удэ. Похоронен на Центральном городском кладбище (посёлок Стеклозавод).

### Семья
- Дочь — Эржена, солистка Бурятского театра оперы и балета им. Г. Ц. Цыдынжапова
- Сын — Саян, солист Ансамбля песни и пляски Ленинградского военного округа.

## Награды и звания
- Лауреат Республиканского конкурса исполнителей (1957)
- Лауреат Всесоюзного конкурса вокалистов имени М. И. Глинки (Москва, 1962)
- Лауреат Всесоюзного конкурса вокалистов в Минске (1970)
- Заслуженный артист Бурятской АССР (1968)
- Заслуженный артист РСФСР (1973)
- Народный артист РСФСР (1977)[4]
- Народный артист СССР (1981)
- Заслуженный работник культуры Агинского Бурятского автономного округа (2001)
- Государственная премия Бурятской АССР (1975)
- Орден Дружбы народов (1987)
- Орден Почёта (1999)
- Медаль «За строительство Байкало-Амурской магистрали»
- Медаль «В ознаменование 100-летия со дня рождения Владимира Ильича Ленина»
- Медаль «Знак почёта» (Монголия)
- Почётный гражданин Дархана (Монголия, 1981)
- Почётный гражданин Агинского Бурятского автономного округа (1987)

## Репертуар
- 1967 — «Прозрение» Б. Б. Ямпилова — Намжил
- 1983 — «Сильнее смерти» Б. Б. Ямпилова — Бадма
- 1984 — «Борис Годунов» М. П. Мусоргского — Борис Годунов
- 1989 — «Утерянные судьбы» (монгольская опера) — басовая партия
- 1994 — «Алеко» С. В. Рахманинова — басовая партия
- «Русалка» А. С. Даргомыжского — Мельник
- «Фауст» Ш. Гуно — Мефистофель
- «Аттила» Дж. Верди — Аттила
- «Князь Игорь» А. П. Бородина — Галицкий
- «Хованщина» М. П. Мусоргского — Марфа
- «Евгений Онегин» П. И. Чайковского — Гремин
- «Иоланта» П. И. Чайковского — Рене
- «Дон Карлос» Дж. Верди — Король Филипп
- «Аида» Дж. Верди — Рамфис
- «Тихий Дон» И. И. Дзержинского — Григорий Мелехов
- «Судьба человека» И. И. Дзержинского — Андрей Соколов
- «Вожак» А. Н. Холминова — Комиссар
- «Энхэ-Булат Батор» М. П. Фролова — Бумал-хан, Солбон-батор
- «Цыремпил Ранжуров» Б. Б. Ямпилова — Василий
- «Джангар» П. О. Чонкушова (опера-балет) — басовая партия
- «В бурю» Т. Н. Хренникова — Фрол

## Память
- Агинская школа искусств с 2003 года носит имя К. И. Базарсадаева.
- 29 апреля 2006 года в Бурятском государственном театре оперы и балета состоялась презентация-открытие культурного фонда имени К. И. Базарсадаева.